# Bombón de higo
El bombón de higo es un bombón extremeño elaborado a partir de un  higo seco al que se le inyecta trufa de chocolate al brandy y posteriormente se cubre con chocolate. La producción original fue a partir de una receta de Felipa Nieva y Senador Valero que pusieron en marcha en 1989 en Almoharín, en la comarca de Montánchez (Cáceres, España).
El trabajo para la recolección de los higos secos más adecuados, del tipo calabacita, la receta y fabricación artesanal dotaron de gran éxito al matrimonio Valero-Nieva quien constituyó la empresa “Productos La Higuera”. Inicialmente colaboraron con un pastelero amigo de la familia y tras 18 meses de prueba consiguieron el bombón de higo que hoy se comercializa con la marca Rabitos Royale.

## Proceso de fabricación
El proceso de fabricación comienza por una primera selección de los higos secos y el lavado y secado de los mismos en fábrica, posteriormente son introducidos en sacos y seleccionados de nuevo por tamaño y calidad. Los que se descartan se utilizan para elaborar otros productos a partir de la pasta de higo. Tras la selección final se procede al relleno de los higos secos con trufa de chocolate, este rellenado se hace uno a uno y a mano; una vez los higos secos están rellenos pasarán por una larga cinta y, tras tomar una ducha de chocolate, su aspecto cambia de color y de textura, convirtiéndose en bombones.
La fase final pasa por el etiquetado y la introducción en cajas y estuches con un cuidado diseño. Todo ello les ha valido para estar en los comercios más prestigiosos y para ser exportado a 45 países.
En Extremadura, también lo fabrica Ecoficus, en Casar de Cáceres, con higos ecológicos de tipo calabacita; Exmesa, artesanos del higo seco, que lo hacen desde Badajoz; Bombones Valcorchero desde Valdefuentes, en Cáceres con bombones de higo tipo gourme; La Cuba, en Montijo (Badajoz) que también está en la agricultura ecológica y los envasa en forma de cubitos; La Chinata en Plasencia, que mezcla el higo y el chocolate con un toque de AOVE; Pasat, en la comarca pacense de Corte de Peleas con higos ecológicos; finalmente Frutas Villacruz los elabora, junto a otras frutas, en pequeños envases individuales.
A estos fabricantes se suman otras cinco empresas de España: Chocolates Sierra Nevada (Granada); Grupo Borgeños (Málaga) ; Especialidades Vira (Barcelona) ; Fruit Fusión (Alicante); De Juan (Murcia) y San Andrés (Tobarra, Albacete).
Una variedad del bombón de higo es aquella que sustituye la trufa de chocolate y el brandy por crema de avellana, realizada por Bombones Valcorchero (Valdefuentes, Cáceres).